# Batalha de Hamel
A Batalha de Hamel (4 de julho de 1918) foi uma bem sucedida ofensiva feita pelo Exército Australiano e pelo Exército dos Estados Unidos, apoiados por tanques da infantaria britânica, contra posições das forças alemãs ao redor da cidade de Le Hamel, perto do Somme, no norte da França, durante a Primeira Guerra Mundial. O ataque foi comandando pelo tenente-general John Monash, comandante do Corpo Australiano e da Primeira Força Imperial.
A luta em Hamel é considerada uma das primeiras "batalhas modernas" do século XX, ao promover novas táticas militares, como o uso de forças heterogêneas (com uso coordenado de infantaria, blindados e aviões), utilizando uma abordagem diferente de outras manobras utilizadas na Primeira Grande Guerra até então, que era focada principalmente em "ataques em onda humana". Todos os objetivos táticos dos Aliados foram conquistados em apenas 93 minutos (três a mais do que o general Monash havia calculado).
A concepção e o resultado da ofensiva não pretendia alterar o curso da guerra, tendo como objetivo maior apenas controlar áreas chave ao longo da linha de frente, dentro do contexto dos ataques pontuais lançados pelos Aliados (as chamadas "penetrações pacíficas"). Contudo, a tomada de Hamel acabou por mostrar aos comandantes Aliados novas táticas e técnicas que, mais tarde, seriam implementadas na Ofensiva dos Cem Dias, que acabaria definitivamente por quebrar as linhas do exército alemão e por um fim no conflito.